# Morbido Film Fest

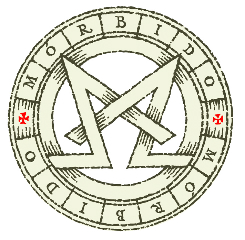
Logotipo del festival

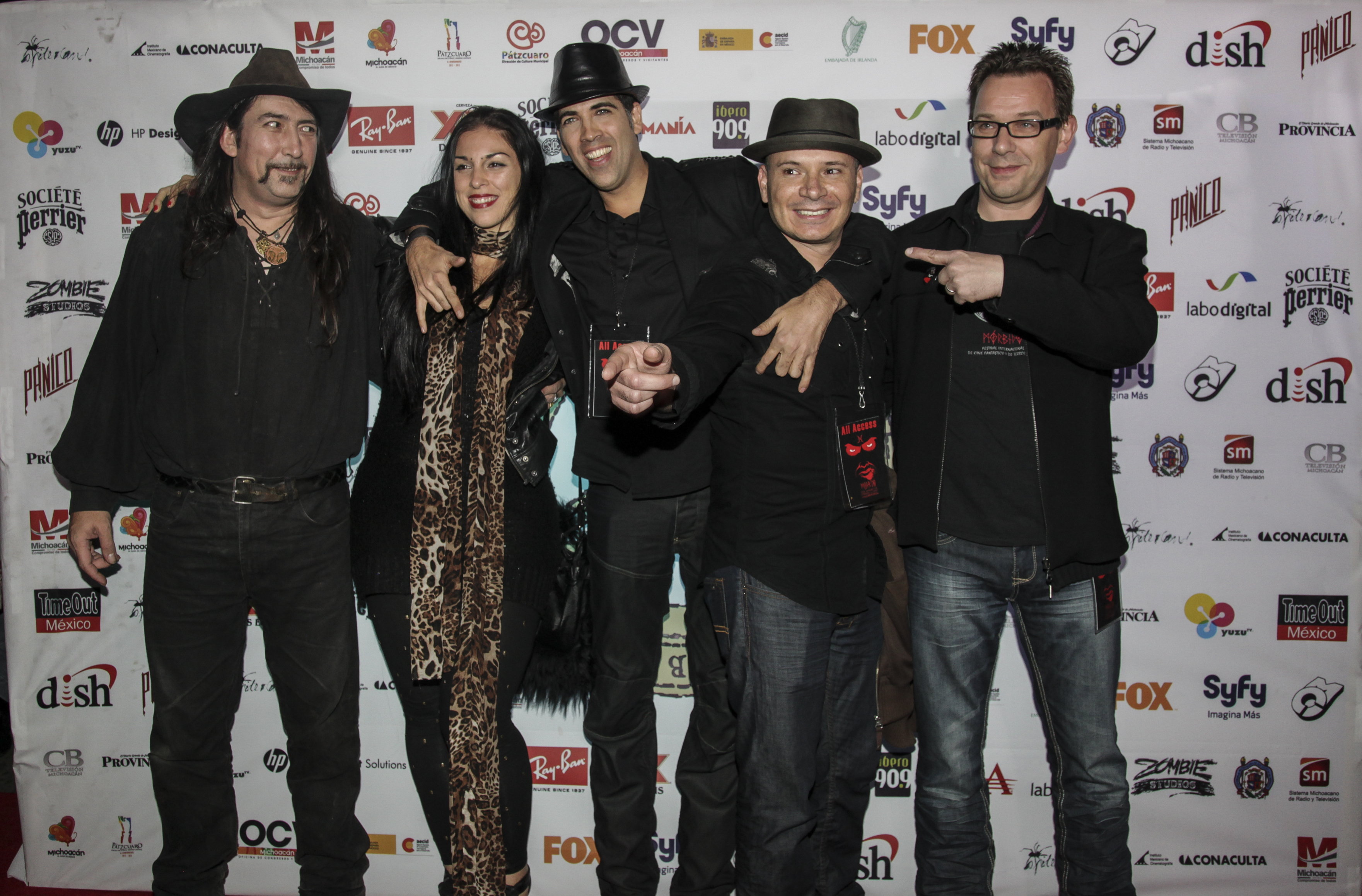
Directores, en la alfombra roja, en el 2012.

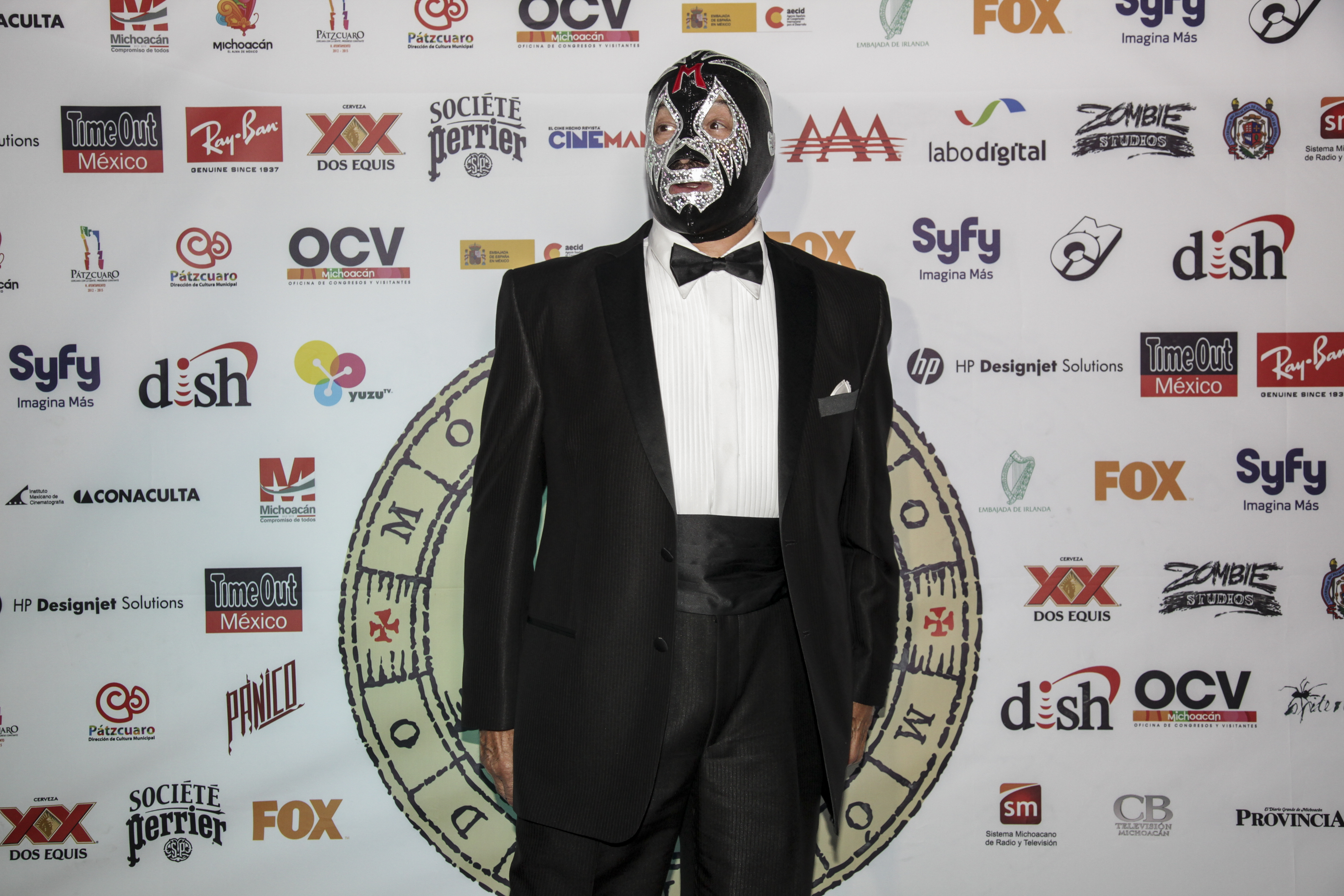
Mil Máscaras, en la alfombra roja, en el 2012.

El Festival Internacional de Cine Fantástico y de Terror Mórbido es un espacio cultural mexicano de expresión y difusión de las artes: música, teatro, pintura, escultura y, por supuesto, el cine. Se trata de un foro abierto que se presta al diálogo, al intercambio de puntos de vista y al análisis del género, en ambientes tan distintos como son los que ofrecen cada una de sus sedes.

## Historia
Mórbido Film Fest nace de la iniciativa de Pablo Guisa Koestinger y su productora Spiderland por crear un espacio para que los amantes del cine de terror pudieran disfrutar de una experiencia integral donde no solo hubiera cine, sino también todas las demás artes.[cita requerida]
El festival se presentó por primera vez en 2008 en Tlalpujahua, Michoacán, México. Surgió en un momento en que el cine de terror mexicano cobró nuevamente auge, luego de los estrenos de películas como Kilómetro 31, Hasta el viento tiene miedo y Cañitas.[cita requerida]
Del 2008 a septiembre del 2011, Mórbido ha tenido más de 72 000 espectadores en sus eventos, en 10 estados de la República Mexicana y en seis países de dos continentes. Mórbido ha crecido un 349 % en solo tres años de vida, y es entonces el festival de cine con mayor crecimiento en México.[cita requerida]
Mórbido Film Fest representa el día de hoy una plataforma continental para la difusión del cine de terror latinoamericano, y cuenta con más de 10 eventos anuales desde la ciudad de La Plata, en Argentina, hasta Tijuana, en Baja California en México.[cita requerida]
En el 2012, Mórbido deja el pueblo de Tlalpujahua, ya que el crecimiento del festival sobrepasó por mucho el crecimiento del pueblo y nombró como su nueva sede a Pátzcuaro, también un Pueblo Mágico y también en el estado de Michoacán.[cita requerida]
La sede de Morbido durante 2012 y 2013 fue el pueblo mágico de Pátzcuaro. Obteniendo grandes resultados y un gran crecimiento.[cita requerida]
En el 2014, Morbido Film Fest cambia nuevamente su sede y llega a una de las más importantes ciudades de México: Puebla.[cita requerida]
Sedes históricas que han tenido muestras Mórbido:
- Morelia
- Mórbido Ciudad de México
- Mórbido León
- Mórbido Oaxaca
- Mórbido Mérida
- Mórbido Tijuana
- Mórbido La Paz
- Mórbido Costa Rica
- Mórbido Panamá
- Mórbido Puebla

Mórbido es: festivales, películas, obras de teatro, libros, revistas, programas de TV, programas de Radio, comunidad académica y una fundación con responsabilidad social.[cita requerida]

## 2008
En su primera edición, MÓRBIDO tuvo una asistencia de 6,200 espectadores en 4 días, en 18 funciones (344 espectadores por función). Su audiencia estuvo conformada por visitantes de 14 estados, entre los que se encuentran: Distrito Federal, Michoacán, Estado de México y Puebla. Entre sus invitados especiales estuvieron, René Cardona III, Julio César Estrada, Rafael Aviña, Eduardo de la Vega Alfaro y los directores extranjeros, Sergio Blasco (España), Adrián García Bogliano (Argentina) y Tim Luna (Alemania).[cita requerida]
Su programa incluyó 19 cortometrajes y 13 largometrajes:
- Nacionales: SPAM, 2008; Cañitas, 2007; Hasta el viento tiene miedo, 2007; Cronos, 1992; Keiko en peligro, 1989; Hasta el viento tiene miedo, 1967; El Vampiro [Homenaje al director Fernando Méndez] 1957.
- Extranjeras: The Midnight Meat Train, 2008; El Orfanato, 2007; 36 Pasos, 2007; Belcebú, 2005; Habitaciones para turistas, 2004; Tears of Kali, 2004.

Además, una muestra de pintura del artista plástico José Manuel Schmill, una exposición de catrinas michoacanas, recorridos de leyendas y charlas con los directores invitados.[cita requerida]

## 2009
En su segunda edición, Mórbido tuvo una asistencia de 6400 espectadores en 4 días, en 24 funciones (267 espectadores por función). Su audiencia estuvo coformada por visitantes del Distrito Federal, Michoacán, Estado de México, Quéretaro, Jalisco, Hidalgo y Puebla. Entre sus invitados especiales estuvieron, Rigoberto Castañeda, Rodrigo Ordóñez, Roberto Coria, Peter Koller (Austria), Vicente Amaya Piquers (España), Sergio Blasco (España), Adrián García Bogliano (Argentina) y Tim Luna (Alemania).[cita requerida]
El programa incluyó 18 cortometrajes y 21 largometrajes:
Nacionales: KM. 31, 2006; Chabelo y Pepito contra los Monstruos, 1973; Doña Macabra, 1971; La Loba, 1965; El Museo del Horror, 1964; El Barón del Terror, 1962; El Hombre y el Monstruo, [Homenaje al productor/director/escritor Abel Salazar] 1959; El Castillo de los Monstruos, 1958; Pepito y el Monstruo, 1957.
Extranjeras: REC 2, 2009; Masacre esta noche, 2009; Plano detalle, 2009; No-Do, 2009; Morgue Story, 2009; No moriré sola, 2008; Mangue Negro, 2008; Boogie el aceitoso, 2008; On evil grounds, 2007; Dr. Infierno, 2007; Cuento de Navidad, 2004; Die Schlangengrube und das Pendel, 1967.
Además, dos exposiciones, una por el escultor orgánico Carlos Miller, y otra el artista Gustavo Bernal Varela. Recorridos de leyendas, la obra de teatro “Ojo de Gato”; la presentación del libro “Picnic en la Fosa Común” del escritor mexicano Armando Vega Gil, y charlas temáticas sobre “El Cine y la Literatura” y “Animación Digital”.

## 2010
Durante los 4 días de Festival que tuvo como tema a la máscara, en escenarios de Tlalpujahua, se contó con la asistencia de 47 invitados especiales (nacionales e internacionales) -comentó Guisa, quien agregó que-, se realizaron 34 proyecciones (29 largometrajes y 35 cortos), 1 concierto a cargo de Adanowsky, 5 exposiciones y 5 presentaciones especiales, que incluyeron una función de lucha libre con la AAA. La asistencia a Mórbido, fue de más de 22 mil espectadores y una derrama económica de $ 2,940,000.00 (dos millones novecientos cuarenta mil pesos). En tanto que la presencia de más de 40 reporteros nacionales e internacionales, generaron una promoción que se tradujo en un impacto mediático de $ 83.670 mdp. En resumen Mórbido ha crecido desde su primera edición un 351.9 % Durante todo el 2010, Mórbido realizó diversas actividades entre las que destacan las muestras realizadas en Oaxaca con 13 funciones y 1 exposición de artes plásticas; León, Guanajuato con 4 funciones de cine gore; México, DF con 12 funciones que incluyen las ya famosas en el Panteón de Dolores y en Mérida, Yucatán en la que se proyectaron 12 largometrajes una selección de cortos. También, en la Ciudad de México, Mórbido, junto con el Centro Cultural de España en México, rindió el último homenaje en vida al director español Juan Piquer Simón, quien falleció el 8 de enero de 2011. Por otra parte, Mórbido tuvo presencia en otros festivales como FilmArte, en Xalapa, Veracruz, Cortos Verdes, en Guadalajara, Jalisco, Octubre Negro, en la Ciudad de Méxicom y en Zinema Zombie, en Colombia.[cita requerida]

## 2011
Mórbido llegó a Costa Rica, su primera edición en Centroamérica. Se realizó del 2 al 5 de octubre, en San José de Costa Rica, y posteriormente se tuvo una muestra en Palmarés durante el sábado 1 y domingo 2 de octubre. También, se realizó la segunda Muestra Mórbido León, en León, Guanajuato, del 22 al 25 de septiembre.[cita requerida]

## 2012
Mórbido llegó por primera vez a Panamá, realizando del 9 al 11 de agosto la Primera Muestra Mórbido Panamá. Mórbido, Festival Internacional de Cine Fantástico y de Terror, anunció el miércoles 6 de junio la realización de su quinta edición, que a partir de dicho año cambia de sede al Pueblo Mágico de Pátzcuaro, Michoacán, y como foro principal el Teatro Emperador Caltzontzin.[cita requerida]
También en el 2012 se realizaron: 
1ª Muestra Mórbido en La Paz, Baja California.
2ª Muestra Mórbido en Morelia, Michoacán.
3ª Muestra Mórbido en León, Guanajuato.
3ª Muestra Mórbido en Mérida, Yucatán.
3ª Muestra Mórbido en Oaxaca, Oaxaca.

## 2013
El tema de la edición 2013 fue: Magia, supersticiones y encantos. Se llevó a cabo del 13 al 17 de noviembre de 2013, en Pátzcuaro, Michoacán.[cita requerida]

## 2014
La ciudad de Puebla, capital del estado de Puebla, México se convirtió en la nueva casa de Mórbido.[cita requerida]

## 2016
Mórbido toma finalmente la ciudad de México como sede principal.[cita requerida]

## Invitados
- Richard Stanley
- Jauma Balaguero
- Takashi Murakami
- Eugenio Mira
- Elijah Wood
- David Gregory
- Russell Cherrington
- Rodrigo Gudiño
- Ricardo Islas
- Marcel Sarmiento
- Adrián García Bogliano
- Tim Luna
- Andreas Prochaska
- Travis Stevens
- Sergio Blasco
- Miguel Gómez
- Nacho Vigalondo
- Rene Cardona III
- Julio Cesar Estrada
- Emilio Portes
- Rodrigo Ordoñez
- Jorge Michel Grau
- Viviana García Besne
- Peter Koller
- Rigoberto Castañeda
- Agustín "El Oso" Tapia
- Sergio Arau
- Richard Elfman
- Carles Torrens
- Rafa Lara
- Rodrigo Aragao
- Isaac Ezban
- Patricio Valladares
- Diego Cohen
- Juan Manuel Cravioto

## Radio Mórbido
En 2011 comenzó Radio Mórbido a través de la radiodifusora Ibero90.9FM de la Universidad Iberoamericana. Es una emisión semanal en vivo de 11:00pm a 12:00am hora central de México. El programa habla de cultura POP en general relacionándola con el terror y la fantasía. Es conducido por Pablo Guisa Koestinger, director de Mórbido, Ricardo Farias, docente de la Universidad Iberoamericana y Luis Roiz, diseñador gráfico y académico de la Universidad Iberoamericana, Centro y el Tecnológico de Monterrey. Cada programa tiene una temática, algunas de ellas han sido; Sexo, robots, arquitectura, moda, gastronomía, zombis, entre otros.[cita requerida]

## Mórbido TV
Desde 2009 Mórbido ha tenido un espacio en la televisión mexicana en Galavision Canal 9 con una cápsula semanal en la que se habla de cine fantástico y de terror. Entre los personajes que se han entrevistado para este espacio están:[cita requerida]
- Tony Todd
- Paul Bettany
- Paco Plaza
- Anthony Hopkins
- Mikael Hafstrom
- Alice Braga
- Guillermo del Toro
- Jackie Earle Haley
- Sam Bayer
- Benicio del Toro
- Kristen Stewart
- Taylor Lautner
- Doug Jones
- Jaume Balaguero
- Adriana Barraza
- Isela Vega
- Joaquín Cordero
- Ignacio López Tarso

En 2015, Mórbido TV busca un espacio para tener un canal propio en Pay TV, para México y América Latina.